# Медведик Петро Костьович
Петро́ Ко́стьович Медве́дик (22 жовтня 1925, с. Жабиня, нині Тернопільського району Тернопільської області — 2 грудня 2006, с. Великий Глибочок Тернопільського району Тернопільської області) — український літературознавець, фольклорист, етнограф, бібліограф, мистецтвознавець, краєзнавець.

## Нагороди і почесні звання
- Тернопільська обласна премія імені Володимира Гнатюка (1989)
- Всеукраїнська премія імені Павла Чубинського (1992)
- Всеукраїнська літературно-мистецька премія імені Братів Богдана та Левка Лепких (1999)
- Дійсний член НТШ (1998)[1]
- Почесний член ВУСК (1996)

## Життєпис
Закінчив український відділ філологічного факультету (1952) й аспірантуру Львівського університету (нині Львівський національний університет імені Івана Франка).
Учителював у школах сіл Велика Плавуча Козівського району (1950—1951), Старий Тараж Кременецького району (1951—1952), Кобзарівка Зборівського району (1952—1958) і Великий ГлибочокТернопільського району (1959—1986). Одночасно в 1980—1985 роках викладав український фольклор та педагогічну практику в Тернопільському педагогічному інституті (нині Тернопільський національний педагогічний університет імені Володимира Гнатюка).
Від 1985 року — старший науковий співробітник меморіального музею С. Крушельницької в селі Біла Тернопільського району.

## Доробок

### Книги
Основні книги:
- «Літературна карта Тернопільщини» (1959),
- «Використання краєзнавчого матеріалу на уроках у 8-10 класах» (1958),
- «Іван Франко і літературна Тернопільщина» (1963),
- «Катерина Рубчакова» (1989),
- «Літературно-мистецька і наукова Зборівщина: Словник біографій визначних людей» (1998),
- «Моє рідне Опілля: Історично-культурний нарис с. Жабиня та його околиць на Зборівщині» (2003).

Обкладинка книги «Казки Західного Поділля», вид-во «Лілея», 1994 рік

Зібрав, упорядкував і видав фольклорні збірки:
- «Пісні Тернопільщини» (К., 1989, вип. 1; 1993, вип. 2; співавтор С. Стельмащук),
- «Євшан-зілля: Легенди та перекази Поділля» (1992),
- "Народні пісні з села С. Крушельницької (1993),
- «Казки Західного Поділля: Антологія» (1994),
- «Село Жабиня на Зборівщині: Весілля. Народні звичаї та обряди» (1996),
- збірка творів Г. Савчинського (1992),
- зб. «Віночок Соломії Крушельницької» (1992),
- «Неопалима купина» зб. Народних легенд (2007),
- «Соломія Крушельницька. Шляхами Тріумфів» (2008).

### Статті
Автор статей у збірниках:
- «Мар'ян Крушельницький» (1969),
- «Лесь Курбас. Спогади сучасників» (1969),
- «Лесь Курбас. Статьи и воспоминания» (Москва, 1987),
- «Театральна Тернопільщина: Бібліографічний покажчик» (2001) та ін.

У «Записках НТШ. Праці Музикознавчої комісії» (1993, 1998) надруковано дослідження Медведика «Діячі української музичної культури: Матеріали до біо-бібліографічного словника».
Опублікував статті, зібрав і видав спомини про багатьох українських письменників, композиторів, акторів, режисерів, художників.
Автор понад 800 статей в УРЕ, УЛЕ, ЕСУ, ТЕСі, «Словнику художників України» (1973), «Шевченківському словнику» (тт. 1-2; 1976—1977), енциклопедії «Мистецтво України» (1995, т. 1), довідниках «Митці України» (1992) і «Мистецтво України» (1997) та інших енциклопедичних виданнях.

### Покажчики
Уклав і опублікував покажчики «Бібліографія фонозаписів музичних творів, художнього читання, драматичних вистав на тексти І. Франка та за мотивами його життя і творчості. 1910—1913» (1977), «Театральна Тернопільщина. Бібліографічний покажчик» (співукладачі В. Миськів, Н. Іванко, 2001), дискографії творів Миколи Лисенка, Кирила Стеценка, Лесі Українки. Співупорядник біо-бібліографічних покажчиків, публікацій про життя і творчість Павла Загребельного, Соломії Крушельницької, Катерини Рубчакової, Дениса Січинського, Якова Струхманчука.